# 格倫德洛瑟湖 (巴伐利亞州)

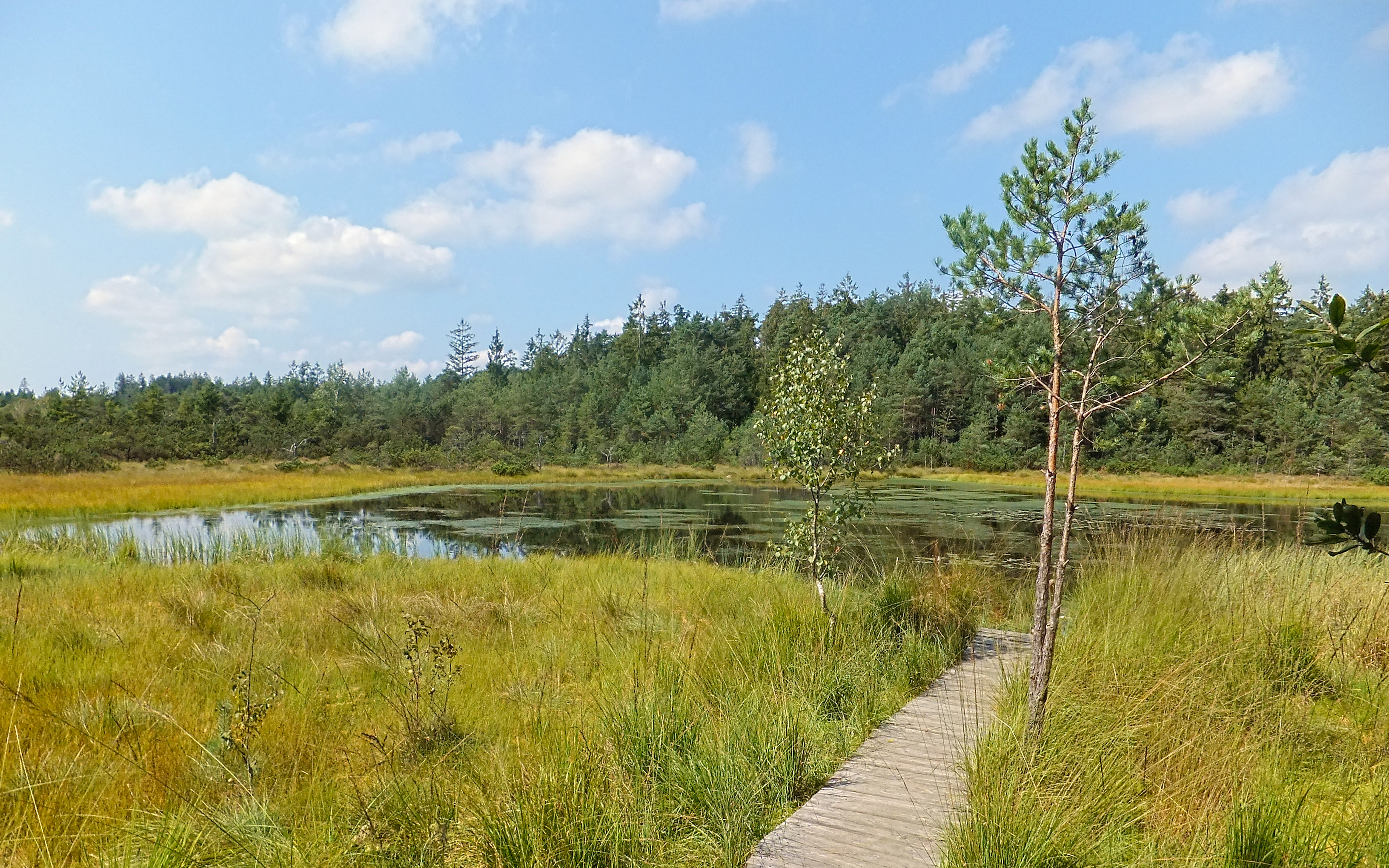

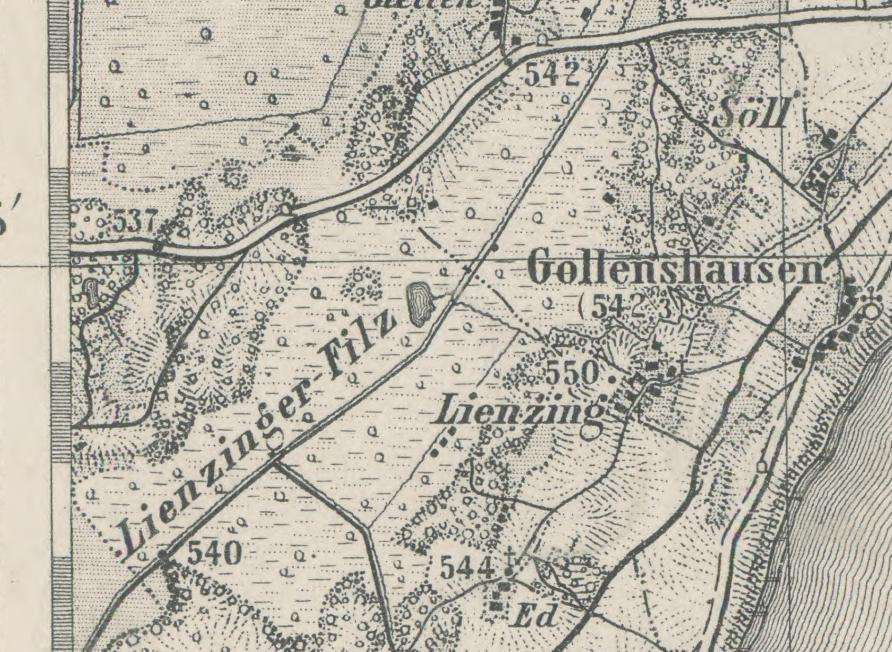

47°54′54″N 12°25′5″E / 47.91500°N 12.41806°E
格倫德洛瑟湖（德語：Grundloser See），是德國的湖泊，位於該國東南部，由巴伐利亞州負責管轄，處於基姆湖畔格施塔特，長0.1公里、寬0.06公里，面積0.003平方公里，海拔高度538米，湖岸線長度0.3公里。